# Híres sepsiszentgyörgyiek listája
Ez a lista a Sepsiszentgyörgyön született, elhunyt vagy a városhoz a tevékenységük kapcsán kötődő híres embereket tartalmazza.

## Itt születtek
- Itt született 1799-ben Szilágyi Sámuel alezredes.[1]
- Itt született 1821-ben Aschermann Ferenc 48-as honvédezredes.
- Itt született 1826-ban és hunyt el 1892-ben Császár Bálint Sepsiszentgyörgy polgármestere, országgyűlési képviselő.[2]
- Itt született 1855-ben Gyárfás Győző királyi főmérnök.[1]
- Itt született 1857-ben és hunyt el 1925-ben Gyárfás Jenő festő, grafikus, író.
- Itt született 1862-ben és hunyt el 1913-ban Gödri Ferenc Sepsiszentgyörgy polgármestere.[2]
- Itt született 1870-ben és hunyt el 1933-ban Bacsa András festő, grafikus.
- Itt született 1873-ban László Ferenc régész.
- Itt született 1877-ben Diószeghy László festő.
- Itt született 1878-ban Fogolyán Kristóf orvos, közéleti személyiség.
- Itt született 1879-ben Lósy-Schmidt Ede műépítész, technikatörténész, tudományszervező, a Magyar Műszaki Múzeum alapítója.
- Itt született 1889-ben Dálnoki Veress Lajos vezérezredes.[2]
- Itt született 1893-ban Murgács Kálmán zeneszerző.
- Itt született 1895-ben Nagy György erdőmérnök, erdészeti szakíró.
- Itt született 1899-ben Péter László atléta, az 1928-as olimpia résztvevője.
- Itt született 1900-ban László Kálmán (1900 – 1996) erdélyi mikológus, természettudományi szakíró.
- Itt született 1904-ben László Dezső társadalomtudományi és egyházi író, szerkesztő, esperes.[2]
- Itt született 1906-ban Koréh Endre operaénekes.
- Itt született 1910-ben László Ferenc (1910–1992) jogász, szerkesztő.
- Itt született 1910-ben Szász Kálmán gyógyszerész, egyetemi docens, a kémiai tudományok kandidátusa.
- Itt született 1911-ben Hatvani Lajos kecskeméti lelkipásztor.
- Itt született 1912-ben Benedek Kálmán zongora- és orgonaművész, zenetanár.[2]
- Itt született 1913-ban Sinka József egyházi író, költő.
- Itt született 1914-ben László Endre magyar jogász, újságíró, turisztikai író.
- Itt született 1919-ben Tavaszy Sándor író, költő, kritikus, műfordító.[2]
- Itt született 1921-ben Izsák József (1921–2004) irodalomkritikus, irodalomtörténész, egyetemi oktató.
- Itt született 1921-ben Lőrinc László író, szerkesztő.
- Itt született 1927-ben Kovács Ildikó bábszínházi rendező, szakíró.
- Itt született 1929-ben és hunyt el 2002-ben Veress Dániel író.
- Itt született 1929-ben Veress Pál, művésznév Veresspál (1929-2002) festő, grafikus.
- Itt született 1932-ben Forró László (írói álneve Györgyjakab János) író, újságíró, műfordító.
- Itt született 1935-ben Molnárné Hubbes Éva könyvtártörténeti szakíró.
- Itt született 1935-ben Pálhegyi Ferenc gyógypedagógus, nyugalmazott főiskolai tanár, közismert előadó.
- Itt született 1939-ben Jecza Péter (1939 – Temesvár, 2009) emlékműszobrász.
- Itt született 1939-ben Péter Miklós egyháztörténész, költő.
- Itt született 1940-ben Vizi Ildikó (leánykori neve: Debreczy Ildikó) gyógypedagógus, pszichológus, gyógypedagógiai és pszichológiai szakíró.
- Itt született 1941-ben László F. Csaba gépészmérnök, sportújságíró.
- Itt született 1941-ben Nagy Réka színművésznő.
- Itt született 1943-ban Berszán Lajos katolikus lelkipásztor, a gyimesfelsőloki Árpád-házi Szent Erzsébet Líceum megalapítója.
- Itt született 1943-ban Kiss Keve Tihamér hidrobiológus, algológus.[3]
- Itt született 1944-ben Csiki László költő.[4]
- Itt született 1944-ben Incze Árpád földrajzi és talajföldrajzi szakíró.
- Itt született 1944-ben Kósa-Szánthó Vilma szociológiai és néprajzi szakíró.
- Itt született 1945-ben Csutak Magda Munkácsy Mihály-díjas (2010) képzőművész, keramikus.[5]
- Itt született 1946-ban Tóth Katalin Tünde biológus, a biológia tudományok doktora, egyetemi tanár.
- Itt született 1948-ban Salamon Ferenc helytörténész.
- Itt született 1948-ban Bodó Barna újságíró, politikus, politológus.
- Itt született 1950-ben Stibli Mária építész, építészeti szakíró.
- Itt született 1953-ban Kádár Gyula történész, helytörténész.
- Itt született 1954-ben Albert Álmos romániai magyar politikus, Sepsiszentgyörgy volt polgármestere.
- Itt született 1955-ben Kapui Ágota költő, szerkesztő.
- Itt született 1956-ban és hunyt el 1998-ban Veress Gerzson költő, szerkesztő.
- Itt született 1958-ban Willmann Walter magyar költő, újságíró, szerkesztő.
- Itt született 1959-ben Czimbalmos Csaba, a város korábbi alpolgármestere.
- Itt született 1959-ben Lőrincz Csaba helyettes államtitkár, egyetemi oktató és publicista.[6]
- Itt született 1960-ban Varga-Berde Mária gépészmérnök és magyar nyelvész.
- Itt született 1966-ban István István színész.
- Itt született 1969-ben Diószegi Imola színésznő.
- Itt született 1969-ben Nagy Balázs, sepsiszéki néprajzkutató
- Itt született 1972-ben Virág Piroska sejtbiológus, biológiai szakíró, egyetemi oktató.
- Itt született 1972-ben Veres Valér szociológus.
- Itt született 1973-ban Fazakas Géza színész.
- Itt született 1973-ban Keresztes Attila rendező, színész, színészpedagógus, színigazgató.
- Itt született 1974-ben Bodó A. Ottó, dramaturg, kritikus, egyetemi adjunktus.
- Itt született 1974-ben Kovács Lehel festő.
- Itt született 1974-ben Szonda Szabolcs újságíró, költő, műfordító.
- Itt született 1975-ben Kátai István szabadúszó színész, menedzser,szakács.
- Itt született 1975-ben Nagy Csongor Zsolt színész, szinkron- és reklámszínész, szabadúszó előadóművész.
- Itt született 1981-ben Dancs Annamari, énekesnő.
- Itt született 1983-ban Fehérvári Péter színész.
- Itt született 1984-ben Kiss Ernő Zsolt színművész, táncművész, énekes
- Itt született 1988-ban Nyomtató Enikő, színésznő.

## Itt tevékenykedtek
- Itt élt és hunyt el 1807-ben Andrád Sámuel orvos, író.
- Itt élt és hunyt el Árvay József (1916-1975) nyelvész, helytörténész.[7]
- Itt élt és hunyt el 1991-ben Baász Imre képzőművész.
- Itt élt és hunyt el 1948-ban Balázs Márton néprajzkutató.
- Itt élt Birtalan Ákos (1962-2011) politikus, gazdasági szakember, egyetemi oktató.
- Itt élt és hunyt el Cs. Bogáts Dénes (1882–1949) magyar történész, nyelvész.[8]
- Itt élt és hunyt el 1936-ban Csutak Vilmos magyar történész, helytörténész a Székely Nemzeti Múzeum igazgatója.
- Itt végezte középiskoláit Domokos Géza író, műfordító.
- Itt élt és hunyt el 1972-ben Gaál Sándor fizikus, a ciklotron elvének megalkotója.
- Itt élt Gáll Lajos atléta, maratoni futó.
- Itt élt és hunyt el 2007-ben Gazda László geográfus, helytörténész, néprajzos, földrajztanár.
- Itt élt Harkó Ferenc József földrajzi és néprajzi szakíró.
- Itt élt 1938 és 1944 között Herepei János művelődéstörténész a Székely Nemzeti Múzeum igazgatója.
- Itt élt és hunyt el 1983-ban Holló Ernő költő, újságíró.[2]
- Itt élt Huszka József (1854 – 1934) tanár, néprajzkutató, művészettörténész. etnográfus, művészettörténész, egyetemi tanár.
- Itt élt és hunyt el 1924-ben Kelemenné Zathureczky Berta író, zeneszerző.[2]
- Itt töltötte gimnáziumi éveit (a mai Székely Mikó Kollégiumban) Kiss Manyi Kossuth- és Jászai-díjas színésznő[9][10]
- Itt élt és hunyt el 1971-ben Konsza Samu magyar pedagógus, magyar nyelvész, néprajzkutató.
- Itt élt és hunyt el 2008-ban Kónya Ádám erdélyi magyar tanár, helytörténész, a Székely Nemzeti Múzeum igazgatója.
- Itt élt Koréh Ferenc, jogász, író, újságíró.[2]
- Itt élt és hunyt el 1984-ben Kovács Sándor muzeológus, természettudományi író.[2]
- Itt élt és hunyt el Kovásznai Gábor, eredeti családi nevén Gocz (1887 – 1956) jogász, ügyvéd, szerkesztő, közgazdasági szakíró.
- Itt élt és hunyt el Kudelász Ildikó (1926 – 2008) színész, előadóművész, színikritikus.
- Itt élt és hunyt el Márkó József (1915 – 1984) közíró.
- Itt él Pálffy Tibor (1967) színész.
- Itt élt és hunyt el 1999-ben Plugor Sándor grafikus, festő.
- Itt élt és hunyt el 1903-ban Potsa József főispán, a "háromszéki székelyek atyja".[2]
- Itt élt Sombori Sándor (polgári nevén Salamon Sándor) tanár, színműíró és fordító.
- Itt élt Sylvester Lajos újságíró, közíró.[2]
- Itt élt, tevékenykedett és hunyt el Székely Zoltán (1912–2000) régész

## Itt hunytak el
- Itt hunyt el 1904-ben Tuzson János, az 1848–49-es forradalom és szabadságharc honvéd alezredese, a Nyerges-tetői csata alatt a székelyekből álló sereg főparancsnoka.
- Itt hunyt el 1969-ben Elekes György író, újságíró.[2]